# Franz Martin Küng
Franz Martin Küng (* 13. Februar 1948 in Baden, Aargau; † 26. November 2023 in Ennetbaden) war ein Schweizer Pianist und Musikpädagoge.

## Leben
Franz Martin Küng wuchs in Baden (Kanton Aargau) auf. Seine Mutter war Klavierlehrerin, sein Vater Coiffeur und Perückenmacher für die Stummfilmindustrie. Von 1955 bis 1964 besuchte Küng die Primar- und Bezirksschule in Baden. Während seiner Internatszeit von 1964 bis 1968 am Lehrerseminar St. Michael in Zug absolvierte er eine Ausbildung zum Primarlehrer und erhielt 1968 das Lehrerpatent. Küng war mit der deutschen Schauspielerin Barbara Magdalena Ahren verheiratet. Er verstarb in der Nacht vom 25. auf den 26. November 2023.

## Musikalisches Wirken
Küngs künstlerischer Werdegang begann 1951 bei Traute Wüthrich in Wettingen mit einer Ballettausbildung, die er 1956 an der Ballettschule des Opernhauses Zürich fortsetzte. Unter der Anleitung des Ballettmeisters Nicolas Beriozoff nahm er Flamenco-Unterricht bei Susana. In der Spielzeit 1961/62 choreografierte Beriozoff für ihn den spanischen Tanz in Tschaikowskys Dornröschen, wodurch er ins Corps de Ballet aufgenommen wurde. Ein Unfall an Pfingsten 1962 zwang ihn jedoch, seine Ballettkarriere zu beenden.
Ab dem Alter von 14 Jahren erhielt Küng ersten Klavierunterricht bei Louise Testa-Gyr in Baden. Von 1964 bis 1966 studierte er bei Martha Steiner-von Ziffer, einer Schülerin des Liszt-Schülers Emil von Sauer, in Zug. Von 1966 bis 1968 setzte er seine Studien bei Mario Steiner in Allenwinden fort. In dieser Zeit war er auch Cembalist im Orchester der Jeunesse Musicale unter der Leitung von Mario Venzago und hatte seine ersten solistischen Auftritte mit Bach-Konzerten.
Von 1968 bis 1971 studierte Küng an der École normale de musique de Paris, wo er Klavier bei Magda Tagliaferro und Kammermusik bei Nadia Boulanger belegte. 1971 wechselte er an die Musikakademie Zürich, wo er bis 1980 bei Irma Schaichet studierte. Während einer Klavierstunde bei Irma Schaichet hörte Géza Anda sein Spiel und engagierte ihn als Einspringer für Beethovens 3. Klavierkonzert in Triest. Dies war der Beginn seiner internationalen Karriere. Im gleichen Jahr gründete er das Hermann-Goetz-Trio und übernahm ein kleines Pensum an der Musikschule Baden. Nebenbei arbeitete er mit Jack Günthardt und der Turnnationalmannschaft in Magglingen als Klavierbegleiter bei der Kür im Bodenturnen.
1973 absolvierte Küng verschiedene Auftritte mit dem Trio und erhielt das Diplom des Schweizerischen Musikpädagogischen Verbands (SMPV). 1974 trat er als Solist mit dem St. Galler Orchester, der Camerata Zürich und dem Kammerorchester Burgdorf auf, wobei er Werke von Weber, Liszt, Beethoven und Mozart spielte. Ebenfalls 1974 führte er zusammen mit dem Tenor Ernst Häfliger Schuberts Winterreise auf.
Von 1976 bis 1977 unternahm Küng Rezitaltourneen durch England, Frankreich, Griechenland, Italien, Norwegen, Portugal, Spanien und die Türkei. Er gab Orchesterkonzerte in Städten wie Barcelona, Bologna, Casablanca, Glasgow, Lissabon, London, Madrid, Paris und Sarajewo. Zwischen 1977 und 1981 trat er mit verschiedenen Rezitalprogrammen und als Solist in vielen Ländern auf, darunter Argentinien, Griechenland, Jugoslawien und Nordafrika. Wichtige Stationen seiner Laufbahn waren u. a. das Teatro Colón in Buenos Aires, der Brahmssaal des Wiener Musikvereins, ein Rezital im ausverkauften Herod Atticus in Athen, die Salle Pleyel in Paris und die Wigmore Hall in London.
Er arbeitete mit Dirigenten wie Claudio Abbado, Carl Davis, Rafael Frühbeck de Burgos, Bernard Haitink, Rudolf Kempe, Riccardo Muti, Georges Prêtre, Wolfgang Sawallisch, Georg Solti und Klaus Tennstedt. Mit Yvonne Minton, Mitglied des Royal Opera House London, gab er Liederabende in den grossen Zentren Europas.
Küngs Repertoire umfasste ein breites Spektrum klassischer Werke. Neben häufig aufgeführten Kompositionen von Johann Sebastian Bach, Ludwig van Beethoven, Edvard Grieg, Franz Liszt, Wolfgang Amadeus Mozart und Sergej Rachmaninow präsentierte er auch selten gespielte Werke, darunter Klavierkonzerte von Aram Chatschaturjan, Max Reger, Emil von Sauer und Alexander Skrjabin.
1981 musste Küng seine Konzerttätigkeit aus gesundheitlichen Gründen unterbrechen. 1983 nahm er Privatunterricht bei Vitaly Margulis in Freiburg im Breisgau. 1985 spielte er Beethovens drittes Klavierkonzert in Turin, und von 1990 bis 1992 bildete er mit Barb Wagner ein Klavierduo, mit dem er im In- und Ausland auftrat.

## Musikpädagoge
Von 1982 bis 2013 war Küng Klavierlehrer am Kantonalen Gymnasium Baden. Ab Herbst übernahm er bis 1985 eine Klasse an der Musikschule Baden und gab Privatunterricht.
Ab 1995 wurde er vom Schweizerischen Musikpädagogischen Verband (SMPV) als pädagogischer Experte für die Diplomprüfungen, ab 1997 als Experte im Hauptfach Klavier für das Lehrdiplom und ab 1999 für das Reife- und Solistendiplom berufen. Zudem war er ab 2012 Präsident der Sektion Aargau des SMPV und ab 2015 akkreditierter Dozent an der Schweizerischen Akademie für Musik- und Musikpädagogik (SAMP). Am 2. April 2005 gab er im Gartensaal der Villa Boveri in Baden sein Abschiedskonzert mit Schumanns Dichterliebe.